# Claudius Dornier
Pour les articles homonymes, voir Dornier (homonymie).
Claude (dit Claudius) Honoré Désiré Dornier, né le 14 mai 1884 à Kempten (Bavière, Allemagne) et mort le 5 décembre 1969 à Zoug (Suisse), est un ingénieur aéronautique franco-allemand, constructeur d'avions et créateur éponyme de la société Dornier.

## Biographie
Issu d'une famille française, Dornier, originaire du village d'Arçon (dans le Haut-Doubs), Claudius Dornier naquit à Kempten im Allgäu en Bavière. Son père, Dauphin-Désiré Dornier, était né en 1845 en Isère, où son grand-père paternel avait été envoyé en poste, depuis Arçon, comme garde forestier. Sa mère, Mathilde Buck, était une Bavaroise. Pour elle, Dauphin-Désiré Dornier s'était fixé en Allemagne après leur mariage. 
Claudius Dornier grandit et fut donc scolarisé en Allemagne. Passionné de technique, et soutenu par un mécène, il poursuivit ses études à Munich et sortit diplômé de l'université technique de Munich, en 1907. Il fut naturalisé allemand en 1913, tout en conservant volontairement sa nationalité française.
Jeune ingénieur, il commença par travailler sur la résistance des matériaux au bureau d'études Nagel à Karlsruhe. En 1910 il rejoignit la société Zeppelin, où il se fit rapidement remarquer par le comte Ferdinand von Zeppelin qui le nomma comme conseiller scientifique personnel. Claudius Dornier commença alors des recherches fondamentales et de conception sur la résistance des métaux légers puis sur l'ingénierie d'avions et sur les hydravions géants en métal. Il conçut ainsi le légendaire hydravion Dornier Wal en 1922. 
Dornier est aussi reconnu dans l'histoire de l'aviation allemande pour sa conception unique de propulseurs. Ses avions se caractérisaient souvent par des propulseurs à hélices en configuration push-pull, c'est-à-dire sur le même axe, une hélice devant le moteur (tractante) et une autre à l'arrière (poussante) (Do X et Do 335). Cela augmentait la manœuvrabilité et la vitesse des avions dont certains dépassaient les 350 km/h dans les années 1930, puis les 750 km/h avec le Do 335 pendant la Seconde Guerre mondiale.
Claude Dornier mourut le 5 décembre 1969 à Zoug en Suisse. Aujourd'hui, le cadet de ses fils, Silvius Dornier, qui garde encore un contact amical avec Arçon, le village comtois de ses origines, honora la mémoire de son père en créant, en 2009, à Munich le musée de l'aviation. On peut y découvrir les constructions avant-gardistes du pionnier de l'aviation que fut Claude Dornier.

## Peter Dornier
Son second fils, Peter Dornier (1917-2002) prit sa suite et participa à la reconstruction de l'industrie aéronautique allemande après la Seconde Guerre mondiale. Il fut également reconnu pour quelques innovations aéronautiques dont l'avion à hélice Do 335 et le prototype d'avion de transport à réaction à décollage vertical, le Dornier Do 31.